# Legacy de San Francisco
Le Legacy de San Francisco (en anglais : San Francisco Legacy) est une franchise de basket-ball féminin de la ville de Oakland, appartenant à la NWBL.

## Historique
La franchise a été créée en 2001 sous le nom de Legacy de Kansas City, avant de déménager en 2003 et devenir le Fury du Tennessee. Nouveau déménagement en 2004, direction le Texas, sous le nom de Fury de Dallas. En 2006, la franchise profite du changement de ville pour reprendre le nom de Legacy et s'installe à Oakland sous le nom de Legacy de San Francisco.

## Palmarès
- Vainqueur de la NWBL : 2004

## Entraîneurs successifs
- ? - ? :  Nancy Lieberman

## Joueuses célèbres ou marquantes
- Cheryl Ford
- Sheryl Swoopes